# Irbek Farnijev
Irbek Farnijev (Farnijaty) (rusky Фæрниаты Валентины фырт Ирбек nebo rusky Ирбек Фарниев; * 12. ledna 1980 v Ordžonikidze, Sovětský svaz) je ruský zápasník volnostylař osetské národnosti.

## Kariéra
Volnému stylu se věnoval od 12 let ve Vladikavkazu pod vedením Aslanbeka Bekojeva a později Artura Kalojeva. V seniorské ruské reprezentaci se poprvé objevil v roce 2001. V té době se již připravoval v armádním tréninkovém centru CSKA v Moskvě pod vedením Anataloje Margijeva. V roce 2003 zvítězil na mistrovství Evropy a světa a získal pro Rusko nominaci na olympijské hry v Athénách. V nominaci na olympijské hry v roce 2004 ho však o účast připravil dagestánec Machač Murtazalijev. Murtzalijev ho do svého přestupu do vyšší váhové kategorie (rok 2007) odnusul do pozice reprezentační dvojky. V roce 2007 se na své dřívější pozice vrátil a v roce 2008 získal nominaci na olympijské hry v Pekingu. Formu však optimálně nevyladil, jeho snažení skončilo ve čtvrtfinále. Po hrách v Pekingu přestoupil do vyšší váhové kategorie, ze které po roce spadl do širšího výběru ruské reprezentace.